# Hermann von Brüggenei

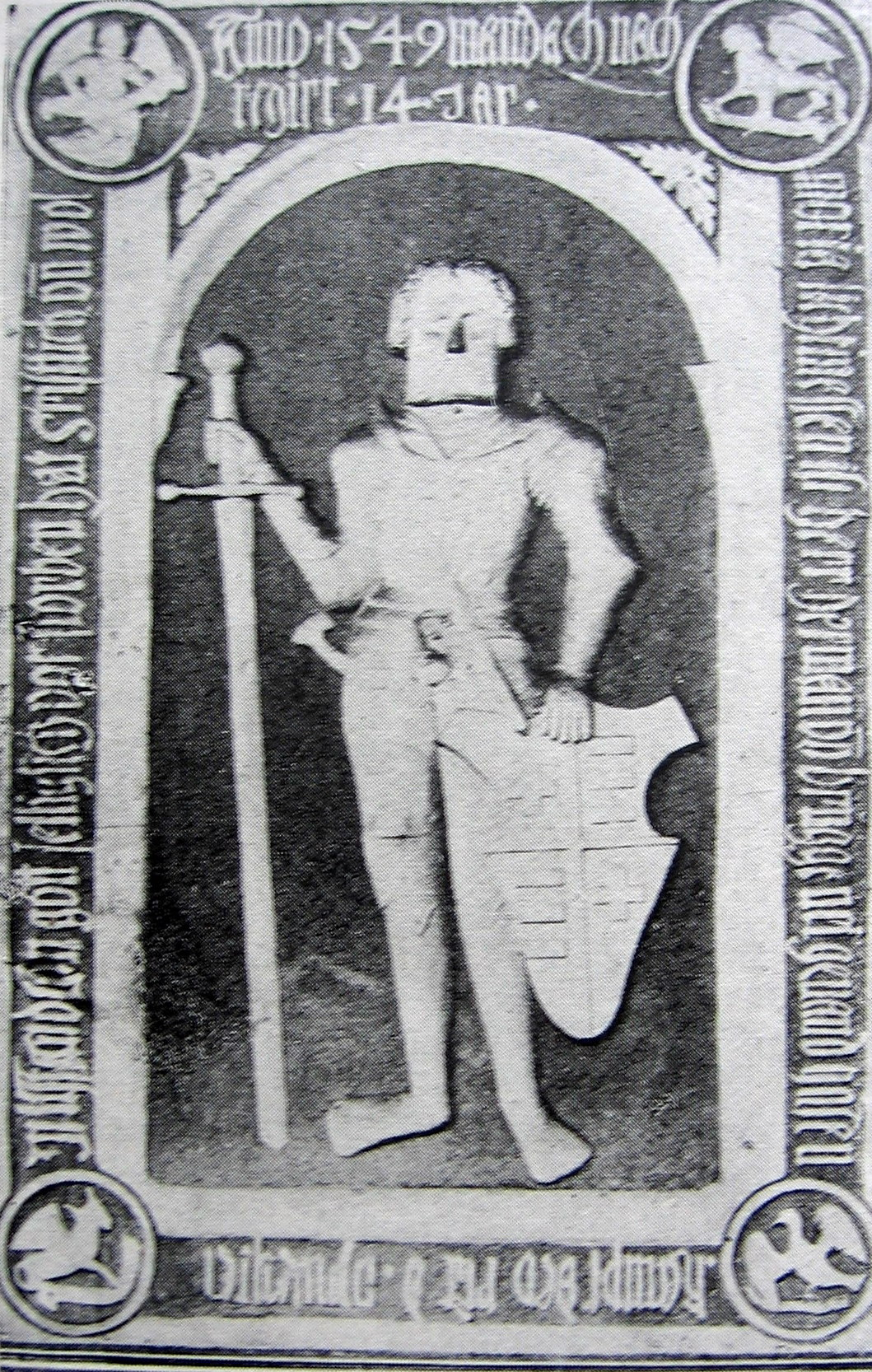
Brüggeneis Grabstein in der St. Johanniskirche in Cēsis (Wenden)

Hermann von Brüggenei genannt Hasenkamp (auch Bugseney, Brügeney, Brüggenei-Hasenkamp oder Hasenkamp von Brüggeney; Geburtsdatum unbekannt; † 1549) aus dem Adelsgeschlecht derer von Brüggeney genannt Hasenkamp war von 1535 bis 1549 Landmeister in Livland des Deutschen Ordens.
Hermanns Eltern waren Wennemar von Brüggenei und Christine von Oldenbockum. Der Landmeister Wennemar von Brüggenei  war mit ihm entfernt verwandt. Hermann kam als Kind nach Livland. Er trat dort in den Deutschen Orden ein. Von 1513 bis 1519 war er Hauskomtur in der Ordensburg Riga und von 1519 bis 1527 Vogt von Bauske. Nach dem Tod des Landmarschalls Johann von dem Broele im Jahre 1529 folgte er diesem in das Amt. 1533 wurde er vom Landmeister Wolter von Plettenberg zum Koadjutor ernannt. Nach Plettenbergs Tod 1535 wurde Hermann von Brüggenei sein Nachfolger als Landmeister in Livland.
Erstmalig wurde im Livländischen Orden mit Brüggenei ein Koadjutoramt eingeführt, bei dem es vor allem um eine Nachfolgeregelung ging.
Hermann von Brüggenei konnte sich einer ruhigen Regierungszeit erfreuen, da seit 1531 mit dem Großfürsten von Moskau ein 20-jähriger Frieden herrschte. Auch mit dem Erzbischof von Riga gab es keine Probleme. Brüggenei unterstützte die römisch-katholische Kirche gegen die Reformation. 1549 starb Brüggenei, wahrscheinlich an der Pest.
Sein Nachfolger war Johann von der Recke.